# Courseulles-sur-Mer
Courseulles-sur-Mer és un municipi francès situat al departament de Calvados i a la regió de Normandia. L'any 2007 tenia 4.137 habitants.

## Demografia

### Població
El 2007 la població de fet de Courseulles-sur-Mer era de 4.137 persones. Hi havia 2.021 famílies de les quals 842 eren unipersonals (286 homes vivint sols i 556 dones vivint soles), 631 parelles sense fills, 365 parelles amb fills i 183 famílies monoparentals amb fills.
La població ha evolucionat segons el següent gràfic:
Habitants censats

### Habitatges
El 2007 hi havia 5.044 habitatges, 2.053 eren l'habitatge principal de la família, 2.781 eren segones residències i 210 estaven desocupats. 1.711 eren cases i 3.322 eren apartaments. Dels 2.053 habitatges principals, 1.245 estaven ocupats pels seus propietaris, 754 estaven llogats i ocupats pels llogaters i 55 estaven cedits a títol gratuït; 119 tenien una cambra, 470 en tenien dues, 407 en tenien tres, 423 en tenien quatre i 634 en tenien cinc o més. 1.408 habitatges disposaven pel capbaix d'una plaça de pàrquing. A 1.120 habitatges hi havia un automòbil i a 509 n'hi havia dos o més.

### Piràmide de població
La piràmide de població per edats i sexe el 2009 era:
| Homes | Edats   | Dones |
| ----- | ------- | ----- |
| 0     | 95 o +  | 12    |
| 12    | 90 a 94 | 24    |
| 20    | 85 a 89 | 60    |
| 20    | 80 a 84 | 48    |
| 88    | 75 a 79 | 156   |
| 116   | 70 a 74 | 152   |
| 136   | 65 a 69 | 120   |
| 100   | 60 a 64 | 116   |
| 84    | 55 a 59 | 84    |
| 120   | 50 a 54 | 128   |
| 88    | 45 a 49 | 116   |
| 108   | 40 a 44 | 112   |
| 124   | 35 a 39 | 132   |
| 136   | 30 a 34 | 120   |
| 172   | 25 a 29 | 160   |
| 124   | 20 a 24 | 84    |
| 120   | 15 a 19 | 116   |
| 84    | 10 a 14 | 120   |
| 92    | 5 a 9   | 96    |
| 120   | 0 a 4   | 68    |

## Economia
El 2007 la població en edat de treballar era de 2.374 persones, 1.606 eren actives i 768 eren inactives. De les 1.606 persones actives 1.428 estaven ocupades (715 homes i 713 dones) i 178 estaven aturades (88 homes i 90 dones). De les 768 persones inactives 376 estaven jubilades, 191 estaven estudiant i 201 estaven classificades com a «altres inactius».

### Ingressos
El 2009 a Courseulles-sur-Mer hi havia 2.356 unitats fiscals que integraven 4.507 persones, la mediana anual d'ingressos fiscals per persona era de 18.398,5 €.

### Activitats econòmiques
Dels 257 establiments que hi havia el 2007, 7 eren d'empreses alimentàries, 12 d'empreses de fabricació d'altres productes industrials, 30 d'empreses de construcció, 64 d'empreses de comerç i reparació d'automòbils, 3 d'empreses de transport, 27 d'empreses d'hostatgeria i restauració, 3 d'empreses d'informació i comunicació, 11 d'empreses financeres, 20 d'empreses immobiliàries, 19 d'empreses de serveis, 36 d'entitats de l'administració pública i 25 d'empreses classificades com a «altres activitats de serveis».
Dels 84 establiments de servei als particulars que hi havia el 2009, 1 era una oficina d'administració d'Hisenda pública, 1 gendarmeria, 1 oficina de correu, 4 oficines bancàries, 1 funerària, 6 tallers de reparació d'automòbils i de material agrícola, 2 tallers d'inspecció tècnica de vehicles, 1 autoescola, 3 paletes, 8 guixaires pintors, 7 fusteries, 6 lampisteries, 3 electricistes, 2 empreses de construcció, 6 perruqueries, 3 veterinaris, 18 restaurants, 8 agències immobiliàries, 1 tintoreria i 2 salons de bellesa.
Dels 35 establiments comercials que hi havia el 2009, 1 era, 2 supermercats, 1 un supermercat, 1 una botiga de més de 120 m², 4 fleques, 4 carnisseries, 2 peixateries, 2 llibreries, 9 botigues de roba, 1 una botiga d'equipament de la llar, 2 botigues d'electrodomèstics, 1 una botiga d'electrodomèstics, 1 una botiga de mobles, 1 una botiga de material de revestiment de parets i terra i 3 floristeries.
L'any 2000 a Courseulles-sur-Mer hi havia 4 explotacions agrícoles que ocupaven un total de 352 hectàrees.

## Equipaments sanitaris i escolars
El 2009 hi havia 2 farmàcies i 1 ambulància.
El 2009 hi havia 1 escola maternal i 1 escola elemental. Courseulles-sur-Mer disposava d'un col·legi d'educació secundària amb 451 alumnes.

## Poblacions més properes
El següent diagrama mostra les poblacions més properes.